# Jerzy Andrzejewski

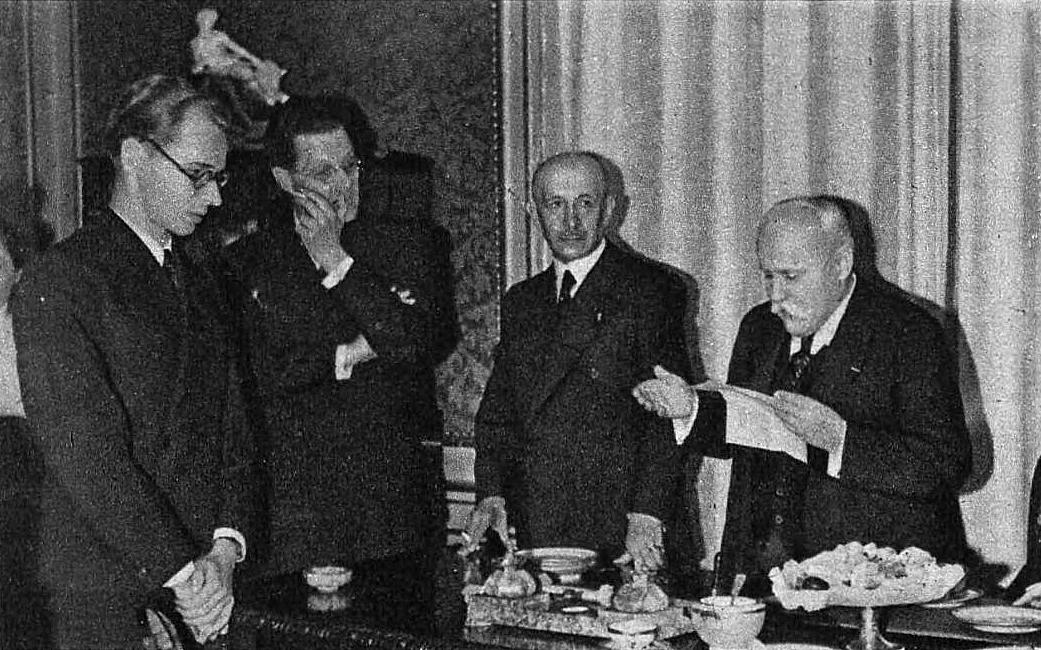
Jerzy Andrzejewski (pierwszy z lewej) odbierający Nagrodę Młodych PAL w 1939. Obok Kazimierz Wierzyński, Kornel Makuszyński i Wacław Sieroszewski

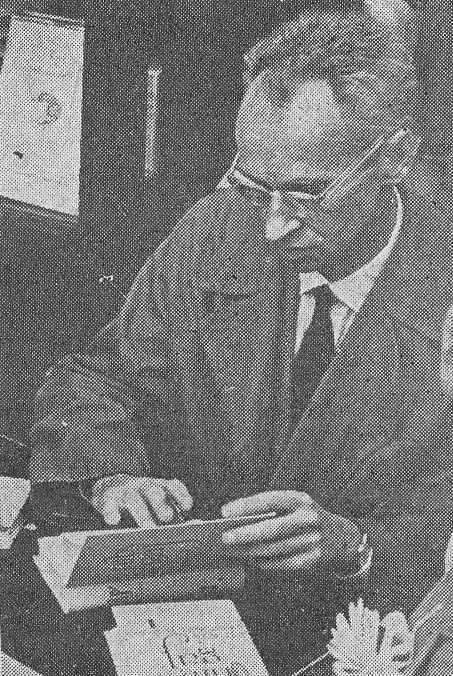
Jerzy Andrzejewski podpisujący swoje książki, lata 50.

Jerzy Andrzejewski (ur. 19 sierpnia 1909 w Warszawie, zm. 19 kwietnia 1983 tamże) – polski prozaik, publicysta, felietonista, scenarzysta, działacz opozycji demokratycznej w PRL, poseł na Sejm PRL I kadencji, współzałożyciel Komitetu Obrony Robotników i Komitetu Samoobrony Społecznej „KOR”.

## Życiorys
Ukończył gimnazjum im. Jana Zamoyskiego w Warszawie (obecnie XVIII Liceum Ogólnokształcącego im. Jana Zamoyskiego), gdzie zdawał maturę. W 1927 rozpoczął studia polonistyczne na Uniwersytecie Warszawskim, ale porzucił je w 1931. Według różnych źródeł debiutował w 1927 roku na łamach dziennika „ABC” opowiadaniem Wobec czyjegoś życia (później Kłamstwa) (Tomkowski 2002 ↓, s. 10) lub w 1932 (Bartelski 1977 ↓, s. 10). W 1936 ogłosił tom opowiadań Drogi nieuniknione w Bibliotece „Prosto z mostu”, a rozgłos przyniosła mu powieść Ład serca z 1938. Był wówczas uważany za przedstawiciela literatury nurtu chrześcijańskiego. Był związany ze środowiskiem nacjonalistycznego pisma „Prosto z Mostu”, z którym zerwał w proteście przeciwko artykułom antyżydowskim.
W latach 1940–1944 był działaczem podziemia kulturalnego. Z Janiną Cękalską przygotował w 1940 roku podziemną edycję Wierszy Czesława Miłosza, wydaną pod pseudonimem „Jan Syruć”. Zaangażowany m.in. w pomoc Żydom. Ich losom podczas wojny poświęcił pisane w konspiracji opowiadanie Wielki Tydzień, opublikowane po raz pierwszy w zbiorze Noc (1945), gdzie znalazły się wątki autobiograficzne, a postać głównej bohaterki była inspirowana przeżyciami Wandy Wertenstein – przyjaciółki pisarza. W tomie tym znalazły się też inne w czasie wojny pisał też wstrząsające opowiadania „Apel” oraz „Przed sądem”. 
W roku 1948 napisał powieść „Popiół i diament”, która została sfilmowana przez Andrzeja Wajdę. Po 1945 razem z Czesławem Miłoszem napisał scenariusz do filmu Miasto nieujarzmione (1950), który był inspirowany doświadczeniami Władysława Szpilmana; gdy scenariusz zmieniono z powodów ideologicznych, Czesław Miłosz wycofał swoje nazwisko. W latach 1949–1952 mieszkał w Szczecinie, w domu przy ul. Pogodnej 34,  czasowo przebywał też w Krakowie, a od 1951 w Warszawie. Był pierwszym prezesem szczecińskiego oddziału Związku Literatów Polskich. Wspólnie z Heleną Kurcyusz i Konstantym Ildefonsem Gałczyńskim założył Klub 13 Muz. 
W latach 1952–1954 był redaktorem naczelnym tygodnika „Przegląd Kulturalny”, w latach 1955–1956 członkiem zespołu redakcyjnego miesięcznika „Twórczość”, zaś w latach 1972–1979 stałym współpracownikiem tygodnika „Literatura”. W latach 1952–1957 był posłem na Sejm. W okresie stalinowskim był zwolennikiem socrealizmu, pisał propagandowe teksty, popierające socrealizm i zaangażowanie ludzi sztuki po stronie władzy komunistycznej, m.in. Partia i twórczość pisarza. Z Polskiej Zjednoczonej Partii Robotniczej wystąpił w 1957. 
Czesław Miłosz sportretował go w paraboli literackiej Zniewolony umysł (1953) jako Alfę.
Od lat 60. aktywny uczestnik opozycji demokratycznej. Współautor Listu 34. W styczniu 1976 roku podpisał list protestacyjny do Komisji Nadzwyczajnej Sejmu PRL przeciwko zmianom w Konstytucji Polskiej Rzeczypospolitej Ludowej. W latach 70. współzałożyciel KOR. Szykanowany przez władze PRL. Uchodził za kandydata do literackiej Nagrody Nobla.
Zmarł w nocy z 19 na 20 kwietnia 1983. Został pochowany na cmentarzu Powązkowskim w Warszawie (kwatera 170-3-7).

## Życie prywatne
Andrzejewski był osobą biseksualną; był dwukrotnie żonaty, utrzymywał jednak intymne związki z mężczyznami. Pierwsze małżeństwo zawarł w 1934 z Noną Barbarą Siekierzyńską, drugie – w 1946 z Marią Abgarowicz, z którą miał dwoje dzieci: syna Marcina (ur. 25 września 1943), dla którego w latach 1943–1945 prowadził dziennik Zeszyt Marcina (1994), i córkę Agnieszkę Eugenię (ur. 19 listopada 1946, zm. 7 maja 2021), redaktorkę i tłumaczkę. W latach 60. był związany z młodszym o 37 lat tancerzem zespołu „Mazowsze” Markiem Kellerem.
Temat homoseksualności od początku był w kręgu jego zainteresowań literackich. Związki homoseksualne były także jednym z tematów jego korespondencji, a także prowadzonego przez niemal całe życie intymnego dziennika, który nie ukazał się drukiem, a jego fragmenty uległy rozproszeniu. Jego ostatnia, nieukończona powieść Heliogabal opowiadać miała o związku tytułowego cesarza rzymskiego ze swoim sługą.
Andrzejewski miał poważne problemy ze swoją chorobą alkoholową, która dodatkowo komplikowała jego życie rodzinne. Bezskutecznie podejmował kilkakrotnie kuracje odwykowe.

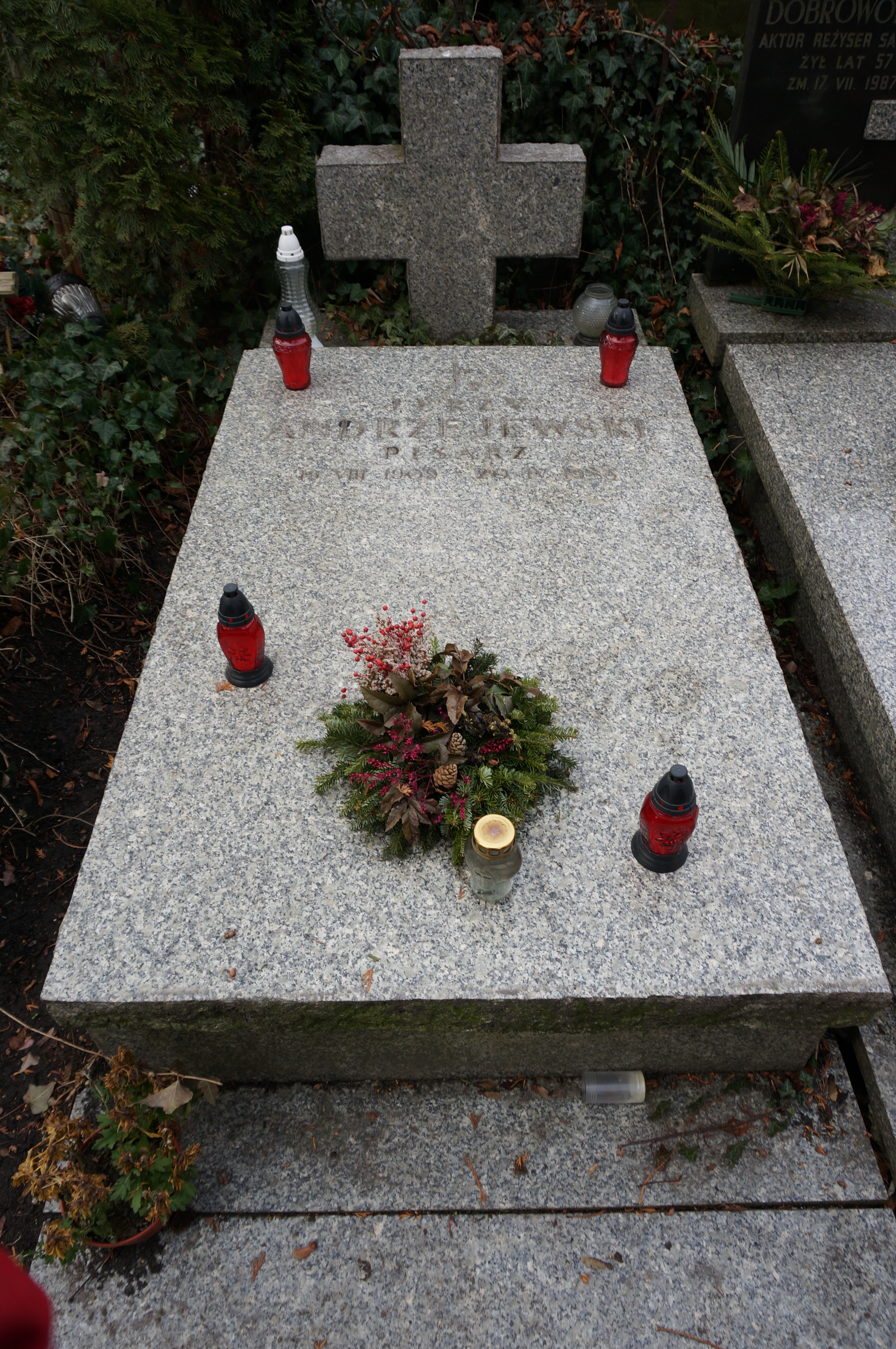
Grób na cmentarzu Powązkowskim w Warszawie

## Cenzura komunistyczna
Nazwisko Jerzego Andrzejewskiego znalazło się na specjalnej liście, na której umieszczono autorów pod szczególnym nadzorem peerelowskiej cenzury. Tomasz Strzyżewski w swojej książce o cenzurze w PRL publikuje poufną instrukcję cenzorską z 21 lutego 1976 roku Głównego Urzędu Kontroli Prasy, Publikacji i Widowisk, na której umieszczono nazwisko Andrzejewskiego i następujące wytyczne: „Wszystkie własne publikacje autorów z poniższej listy zgłaszane przez prasę i wydawnictwa książkowe oraz wszystkie przypadki wymieniania ich nazwisk należy sygnalizować kierownictwu Urzędu, w porozumieniu z którym może jedynie nastąpić zwolnienie tych materiałów. Zapis nie dotyczy radia i TV, których kierownictwo we własnym zakresie zapewnia przestrzeganie tych zasad. Treść niniejszego zapisu przeznaczona jest wyłącznie do wiadomości cenzorów”.

## Twórczość
- Drogi nieuniknione (1936)
- Ład serca (1938)
- Apel (1945)
- Noc (1945)
- Święto Winkelrida (współautor Jerzy Zagórski) (1946)
- Popiół i diament (1948), wersja zmieniona (1954)
- Aby pokój zwyciężył (1950)
- O człowieku radzieckim (1951)
- Partia i twórczość pisarza (1952)
- Ludzie i zdarzenia 1951 (1952)
- Ludzie i zdarzenia 1952 (1953)
- Wojna skuteczna, czyli opis bitew i potyczek z Zadufkami (1953)
- Książka dla Marcina (1954)
- Złoty lis (1955)
- Ciemności kryją ziemię (1957)
- Niby gaj (1959)
- Bramy raju (1960)
- Idzie skacząc po górach (1963)
- Apelacja (1968)
- Prometeusz (1973)
- Teraz na ciebie zagłada (1976)
- Już prawie nic (1979)
- Miazga (1979)
- Nowe opowiadania (1980)
- Nikt (1983)
- Gra z cieniem (1987)
- Z dnia na dzień. Dziennik literacki 1972–1979 (1988)
- Zeszyt Marcina (1994)
- Cesarz Heliogabal (nieukończona i niepublikowana)

## Ordery i odznaczenia
- Order Sztandaru Pracy I klasy (22 lipca 1949)[19]
- Krzyż Komandorski Orderu Odrodzenia Polski (pośmiertnie, 23 września 2006)[20]

## Nagrody
- 1939 – Nagroda Młodych Polskiej Akademii Literatury za Ład serca[4][21]
- 1939 – Nagroda czytelników „Wiadomości Literackich” za Ład serca[22]
- 1946 – nagroda miasta Krakowa za Noc[4]
- 1948 – nagroda tygodnika „Odrodzenie” za Popiół i diament[4]
- 1968 – Nagroda Fundacji Alfreda Jurzykowskiego
- 1970 – nagroda kwartalnika Book Abroad (Oklahoma)[23]

## Literatura dodatkowa
- Irena Szymańska: Mój przyjaciel Jerzy w: „Kwartalnik Artystyczny” nr 4/1997, s. 82–101.
- Anna Synoradzka: Andrzejewski, Wydawnictwo Literackie, 1997.
- Dariusz Nowacki: „Ja” nieuniknione. O podmiocie pisarstwa Jerzego Andrzejewskiego, Wydawnictwo Uniwersytetu Śląskiego, Katowice 2000.